# 韋爾斯代爾 (佛羅里達州)
韋爾斯代爾（英語：Weirsdale）是位於美國佛羅里達州馬里昂縣的一個非建制地區。該地的面積和人口皆未知。

## 地理
韋爾斯代爾的座標為29°58′54″N 81°55′28″W / 29.98167°N 81.92444°W，而該地的平均海拔高度為29米（即95英尺）。